# Cremolobus suffruticosus
Cremolobus suffruticosus är en korsblommig växtart som först beskrevs av Dc., och fick sitt nu gällande namn av Dc.. Cremolobus suffruticosus ingår i släktet Cremolobus, och familjen korsblommiga växter. Inga underarter finns listade i Catalogue of Life.